# Notre Dame Journal of Formal Logic
Le Notre Dame Journal of Formal Logic est une revue scientifique trimestrielle à comité de lecture couvrant les fondements des mathématiques et les domaines connexes de logique mathématique ainsi que la philosophie des mathématiques. La revue a été créée en 1960 et est publiée par Duke University Press au nom de l'université de Notre Dame. Les rédacteurs en chef sont Curtis Franks et Anand Pillay (Université américaine de Notre-Dame-du-Lac).

## Description
Le journal publie des articles de recherche en logique philosophique, logique mathématique et dans des domaines connexes, y compris des articles présentant un intérêt historique. Le journal publie également des articles de synthèse, voire des critiques de livres.
Le journal publie un volume par an, composé de quatre numéros. Ainsi, le volume  d'août 2021 est le numéro 3 du volume 62. Certains numéros sont spéciaux ou ciblés, comme sur les constantes logiques (volume 30, numéro 3, 1989), ou le volume Recent Developments in Model Theory, (volume 54, numéros 2-3, 2013), qui comprend des articles en théorie des nombres et en géométrie algébrique, ou sur la théorie des ensembles et la logique d'ordre supérieur (volume 56, numéro 1, 2015).

## Résumé et indexation
La revue est résumée et les articles sont indexés dans :
- Arts and Humanities Citation Index
- Current Contents/Arts and Humanities
- MathSciNet
- Science Citation Index Expanded
- Scopus
- The Philosopher's Index
- Zentralblatt MATH

Selon le Journal Citation Reports, le journal a un facteur d'impact 2012 de 0,431. En 2020, le SCImago Journal Rank lui attribue un facteur d'impact de 0,51.